# Ray Jones IV
Ray Jones IV, född Roy Ray Sebastian Edward Jones 7 december 1967 i Täby, är en svensk skådespelare.

## Filmografi
- 1993 – Sökarna
- 1994 – Klick
- 1995 – 30:e november
- 1998 – Aspiranterna (TV-serie)
- 1999–2001 – Rederiet (TV-serie)
- 2006 – Sökarna – Återkomsten